# Райт, Тоби
Тоби Райт — музыкальный продюсер и инженер звукозаписи, который работал с такими артистами, как Alice in Chains, Metallica, Sevendust и Korn. Проживает в Нэшвилле, штат Теннесси.

## Список работ

### Продюсирование
- 3rd Strike — Lost Angel[5]
- 8stops7 — In Moderation
- Alice in Chains — Alice in Chains
- Alice in Chains — Unplugged
- Arcane Saints — Turning the Tide
- Biohazard — Reborn in Defiance
- Брэд Гиллис — Gilrock Ranch
- Brighton Rock — Love Machine
- Brown Brigade — Into the Mouth of Badd(d)ness
- Burn to Shine — Hear Me Now
- Крис Уитли[англ.] — Terra Incognita
- Крис Уитли — Long Way Around
- Craving Lucy — Craving Lucy
- Deity’s Muse — TBA
- Fear Factory — Transgression
- Fishbone — Fishbone 101: Nuttasaurusmeg Fossil Fuelin' the Fonkay
- Grade 8 — Grade 8
- Джерри Кантрелл — Boggy Depot
- Kiss — Carnival of Souls: The Final Sessions
- Korn — Follow the Leader
- The Letter Black — Hanging On by a Thread
- Linea 77 — Horror Vacui
- Linea 77 — 10
- Machina — To Live and Die in the Garden of Eden
- Memento — Beginnings
- The Nixons — Foma
- The Nixons — The Nixons
- O.Y.D. — Deep Breath
- Оззи Осборн — Prince of Darkness
- Primus — Rhinoplasty
- Sevendust — Home
- Slayer — Divine Intervention
- Slayer — Soundtrack to the Apocalypse
- Sonic Syndicate — We Rule the Night
- Soulfly — Primitive
- Tantric — Tantric
- Tantric — After We Go
- Tantric — The End Begins
- Taproot — Welcome
- Taproot — Blue-Sky Research
- Villebillies — Villebillies

### Сведение
- 3 — The End Is Begun
- 3 Doors Down — The Better Life
- 3rd Strike — Lost Angel
- 40 Below Summer — Invitation to the Dance
- Alice in Chains — «What the Hell Have I»
- Alice in Chains — Jar of Flies
- Alice in Chains — Alice in Chains
- Alice in Chains — Unplugged
- Alice in Chains — «Get Born Again»
- Biohazard — Reborn in Defiance
- Boy Hits Car — Boy Hits Car
- Брэд Гиллис — Gilrock Ranch
- Брайан Уилсон — Brian Wilson
- Brown Brigade — Into the Mouth of Badd(d)ness
- Крис Уитли — Din of Ecstasy
- Крис Уитли — Terra Incognita
- Крис Уитли — Long Way Around
- Corrosion of Conformity — Deliverance
- Craving Theo — Craving Theo
- Depswa — Distorted American Dream
- Fear Factory — Transgression
- Future Leaders of the World — Reveal
- Grade 8 — Grade 8
- GZR — Ohmwork
- In Flames — A Sense of Purpose
- Джерри Кантрелл — Boggy Depot
- Jibe — Epic Tales of Human Nature
- Kiss — Carnival of Souls: The Final Sessions
- Machine Head — «From This Day»
- Meldrum — Blowin' Up the Machine
- Mushroomhead — XX
- Outlett — Full Circle
- O.Y.D. — Deep Breath
- Oysterhead — The Grand Pecking Order
- Queensrÿche — Hear in the Now Frontier
- The Parlor Mob — «Everything You’re Breathing For»
- The Parlor Mob — «The Kids»
- The Parlor Mob — «Hard Times»
- Primus — Rhinoplasty
- Primus — Antipop
- Real McCoy — «Sleeping with an Angel»
- Rehab — Southern Discomfort
- Robben Ford — Talk to Your Daughter
- Сэмми Хагар — Red Voodoo
- Six Feet Under — Death Rituals
- Slayer — Divine Intervention
- Stone Sour — Stone Sour
- Switched — Subject to Change
- Switched — Ghosts in the Machine
- Тарья Турунен — The Seer
- Тарья Турунен — «Enough»
- Third Eye Blind — Blue
- Trey Anastasio — Trey Anastasio